# Bullet Ballet
Bullet Ballet è un film del 1998 diretto da Shin'ya Tsukamoto.
Il film, prodotto, scritto, fotografato, montato ed interpretato dal visionario regista giapponese, è stato presentato in concorso al Gijión International Film Festival del 1998.

## Trama
Un impiegato di nome Goda, una sera, al ritorno dal lavoro, scopre che l'amata fidanzata si è suicidata con un colpo di pistola. Lui diventa ossessionato dalle pistole, in particolare dal modello usato dall'amata, e gira per Tokyo disperatamente cercando di comprarne una. Così facendo si ritrova inavvertitamente immischiato nelle losche guerre di contrabbando di un gruppo di giovani sbandati, tra i quali spicca Chisato, una ragazza ribelle dipendente da speed.